# Массана, Валенти
Валенти Массана Гарсия (исп. Valentí Massana Gracia; род. 5 июля 1970, Виладеканс) — испанский легкоатлет, специалист по спортивной ходьбе. Выступал за сборную Испании по лёгкой атлетике в 1987—2001 годах, обладатель бронзовой медали летних Олимпийских игр в Атланте, чемпион мира, бронзовый призёр чемпионата Европы, многократный победитель и призёр первенств национального значения, действующий рекордсмен Испании в ходьбе на 50 км. Тренер по лёгкой атлетике.

## Биография
Валенти Массана родился 5 июля 1970 года в городе Виладеканс, автономное сообщество Каталония.
Впервые заявил о себе в лёгкой атлетике на международном уровне в сезоне 1987 года, когда вошёл в состав испанской национальной сборной и выступил на юниорском европейском первенстве в Бирмингеме, где стал серебряным призёром в ходьбе на 10 000 метров.
В 1988 году в той же дисциплине выиграл серебряную медаль на юниорском мировом первенстве в Садбери.
На юниорском европейском первенстве 1989 года в Вараждине превзошёл всех соперников и завоевал золото.
В 1990 году в ходьбе на 20 км стал пятым на чемпионате Европы в Сплите, получил серебро на иберо-американском чемпионате в Манаусе.
В 1991 году был пятым в ходьбе на 5000 метров на чемпионате мира в помещении в Севилье, в дисциплине 20 км закрыл десятку сильнейших на Кубке мира в Сан-Хосе, занял пятое место на чемпионате мира в Токио.
Благодаря череде удачных выступлений удостоился права защищать честь страны на домашних летних Олимпийских играх 1992 года в Барселоне — здесь в ходе прохождения дистанции в 20 км был дисквалифицирован.
В 1993 году на Кубке мира в Монтеррее стал серебряным призёром в личном зачёте 20 км и тем самым помог своим соотечественникам выиграть бронзовые медали командного зачёта. С результатом 1:22:31 был лучшим на чемпионате мира в Штутгарте. За это выдающееся достижение по итогам сезона был признан лучшим спортсменом Испании — разделил эту награду с товарищем по сборной Хесусом Анхелем Гарсией, выигравшим в Штутгарте ходьбу на 50 км.
В 1994 году в дисциплине 20 км взял бронзу на чемпионате Европы в Хельсинки, в то время как на соревнованиях в Оренсе установил ныне действующий национальны рекорд Испании в ходьбе на 50 км — 3:38:43.
На чемпионате мира 1995 года в Гётеборге с результатом 1:20:23 стал серебряным призёром.
Принимал участие в Олимпийских играх 1996 года в Атланте — в ходьбе на 20 км показал результат 1:24:14 и закрыл двадцатку сильнейших, тогда как на дистанции 50 км с результатом 3:44:19 пришёл к финишу третьим и завоевал бронзовую олимпийскую награду.
В 1998 году на Кубке Европы в Дудинце стал десятым в личном зачёте 20 км, получил серебро в командном зачёте 20 км и золото в общекомандном мужском зачёте. На чемпионате Европы в Будапеште был девятым.
В 1999 году на Кубке мира в Мезидон-Канон финишировал девятым на 50 км, выиграв серебряную медаль командного зачёта. На домашнем чемпионате мира в Севилье пришёл к финишу девятым.
На Олимпийских играх 2000 года в Сиднее в ходьбе на 50 км показал результат 3:46:01, расположившись в итоговом протоколе соревнований на четвёртой строке.
В 2001 году в дисциплине 50 км занял шестое место на чемпионате мира в Эдмонтоне и на этом завершил спортивную карьеру.
Впоследствии работал тренером по спортивной ходьбе.